# نيلسون فو
نيلسون فو (بالصينية: 傅連暲) هو سياسي صيني، ولد في 1894 في الصين، وتوفي في 1968 في بكين في الصين. حزبياً، نشط في الحزب الشيوعي الصيني. وقد انتخب عضو دائم في اللجنة الوطنية للمؤتمر الاستشاري السياسي للشعب الصيني خلال فترته النيابية ‏ وانتخب عضو في اللجنة الوطنية لجمهورية الصين الشعبية خلال فترته النيابية ‏.